# Portrait d'une jeune femme (film)
Pour plus de détails, voir Fiche technique et Distribution.
Portrait d'une jeune femme est un film français réalisé en 2016 par Stéphane Arnoux et sorti en 2018.

## Synopsis
Marion est de cette génération qui n'a connu comme horizon que la Crise, et qui connaît aujourd'hui la guerre. Une guerre économique, sociale, humanitaire... tout aussi sourde qu'elle est à présent totale. Pour exister et se représenter un après, elle a créé le personnage de Misungui, dont le corps est le lieu où se dispute l'intime avec le politique, de la virtualité de la toile au cœur de la métropole.

## Fiche technique
- Titre : Portrait d'une jeune femme
- Réalisation : Stéphane Arnoux
- Scénario : Stéphane Arnoux
- Photographie : Stéphane Arnoux
- Son : Stéphane Arnoux
- Musique : Mahagonny (Stéphane Arnoux et Inès Noor) et La Canaille (Marc Nammour)
- Montage : Stéphane Arnoux et Benoît Alavoine
- Production : Les Films du chat sauvage
- Pays d'origine :  France
- Durée : 80 minutes
- Date de sortie : France - 28 novembre 2018

## Distribution
- Marion Roussey : « Misungui »

## Sélections
- Toronto International Queer Film Festival
- Manhattan Independant Film Festival  (Prix du meilleur documentaire)
- London International Documentary Festival
- Mois du doc (Images en bibliothèques)
- Festival Erosphère, Paris
- Festival du film d'action sociale, Nancy (Mention spéciale du jury pour la réalisation)
- Mostra Cinema Taranto (Prix de la meilleure photographie)